# La ragazza in blu
La ragazza in blu (The girl in blue) è un romanzo umoristico del 1970 dello scrittore inglese P. G. Wodehouse.

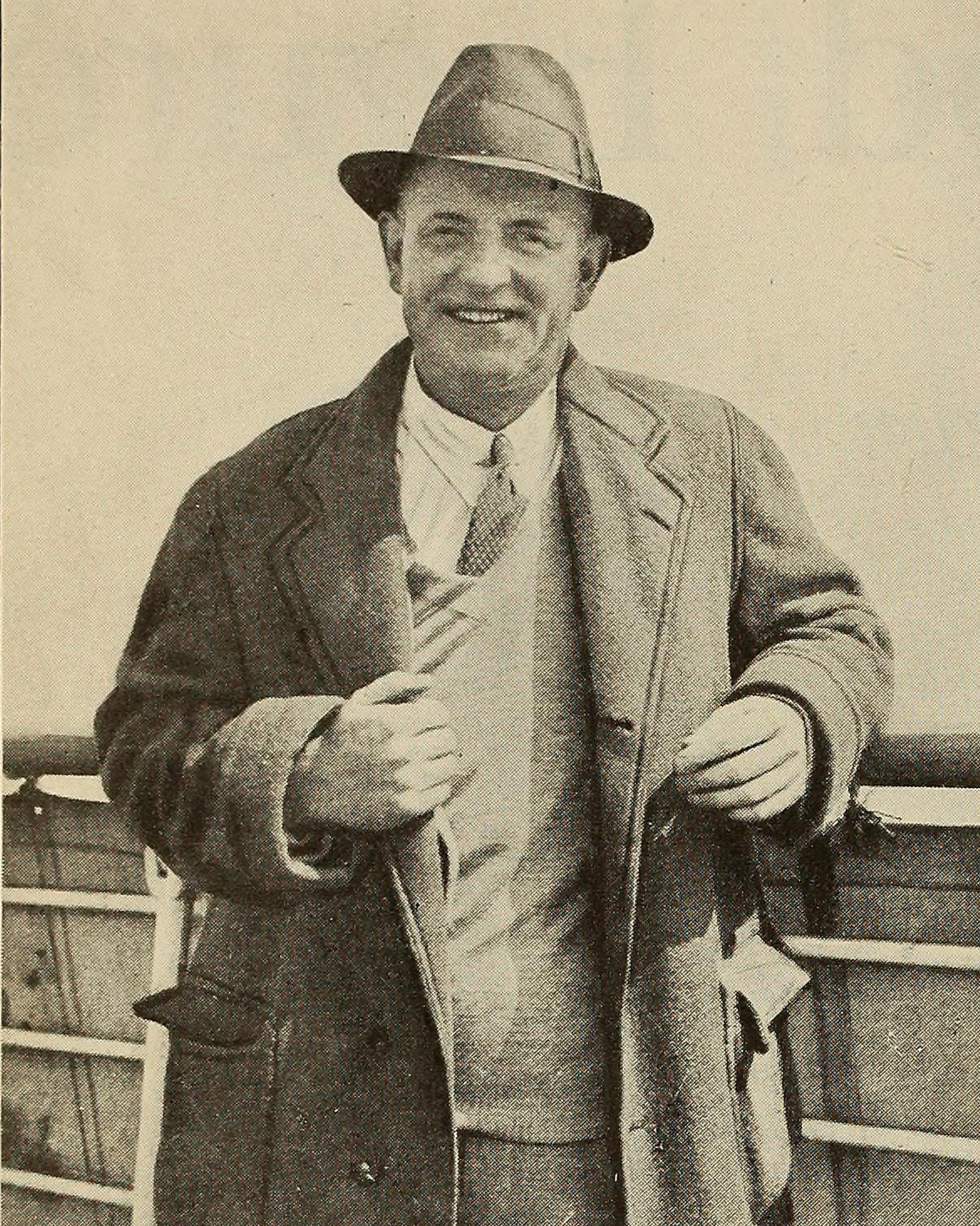
P. G. Wodehouse (fotografia del 1930 circa)

## Storia editoriale
La ragazza in blu (The girl in blue) fu pubblicato in volume per la prima volta nel Regno Unito (UK) il 29 ottobre 1970 da Barrie & Jenkins e negli Stati Uniti (USA) il 22 febbraio 1971 a New York da Simon & Schuster
. L'edizione americana è sostanzialmente identica a quella inglese se si eccettuano piccole variazioni nel dialetto cockney di Chippendale, e nei riferimenti geografici di Mellingham Hall (vicino a Salisbury nell'edizione UK, vicino a Canterbury nell'edizione USA).  Fu anche pubblicato a puntate sul settimanale Australian Women's Weekley dal 16 al 30 dicembre 1970 e, in forma condensata, nel numero del 24 aprile 1971 di The Star Weekly, il supplemento settimanale del quotidiano Toronto Star, distribuito a livello nazionale in Canada. In Italia The girl in blue ha avuto due traduzioni, a partire dal 1973.

## Trama
A New York, Duane Stottlemeyer, direttore delle vendite dei grandi magazzini Guildenstern's Stores, informa l'avvocato Homer Pyle, consulente legale della ditta, che la signora Barney Claybourne, facoltosa vedova e sorella di Homer, è stata sorpresa a rubare. La società non sporgerà denuncia se la signora Claybourne lascerà New York. Duane consiglia a Homer di tenere sua sorella lontana dai grandi magazzini mandandola in una casa di campagna inglese che accoglie ospiti paganti, e gli suggerisce "Mellingham Hall", vicino al villaggio di Mellingham-in-the-Vale. Homer è d'accordo, poiché conosce l'avvocato inglese Bill Scrope, il cui fratello Crispin è il proprietario della magione. Homer, che è anche appassionato di letteratura e deve recarsi in Europa per un convegno del PEN International, accompagna sua sorella a Londra.

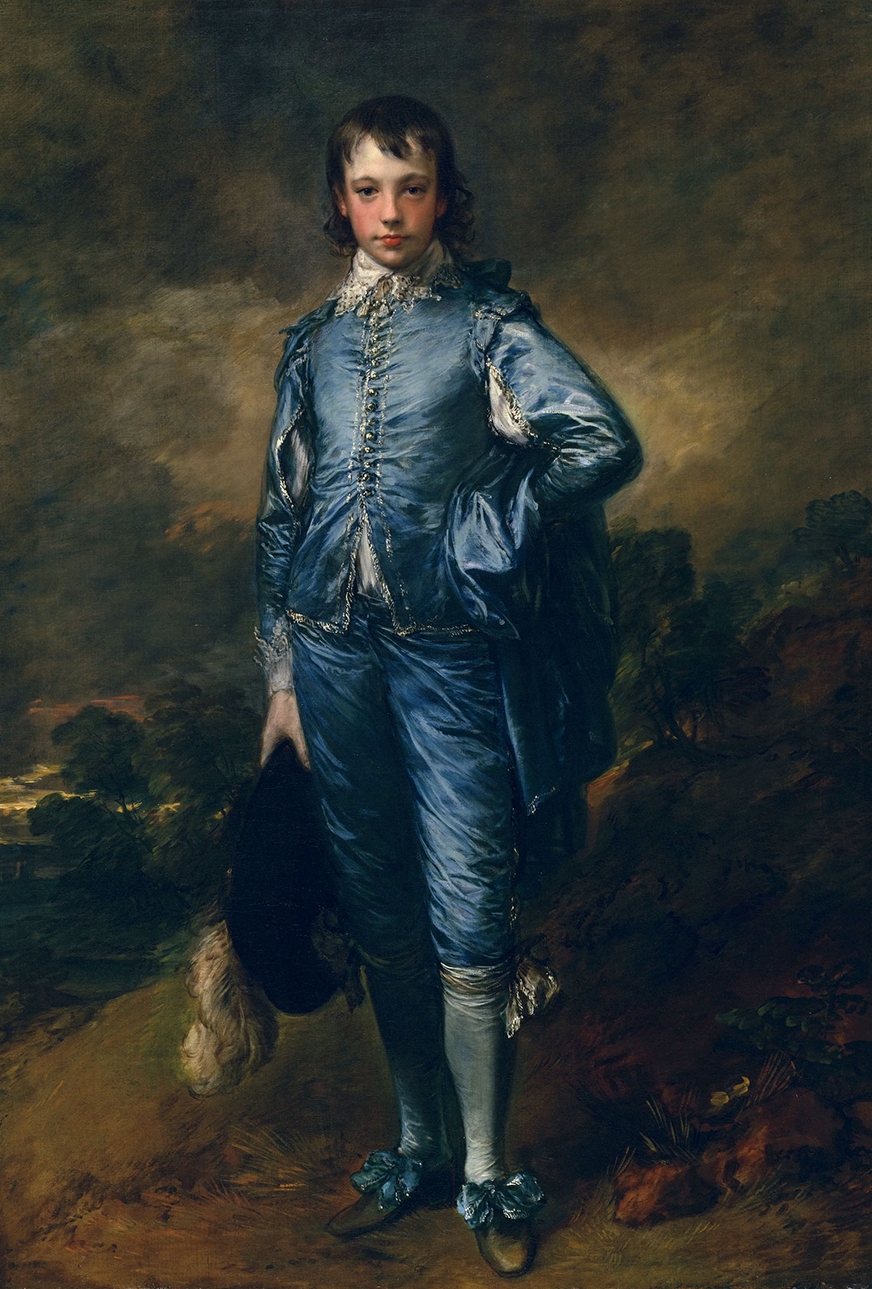
Il ragazzo in blu, dipinto a olio di Thomas Gainsborough

A Londra, il disegnatore di fumetti Jerry West è membro di una giuria e si innamora di una collega giurata. Jerry riesce infine a parlare con lei, scopre che è la giovane donna è una hostess a cui piacciono le sue strisce; i due simpatizzano e programmano una cena per uno dei giorni seguenti; Jerry però dimentica di chiedere il nome della ragazza e ricorda in ritardo di essere già fidanzato con Vera Upshaw, una scrittrice di bell'aspetto ma calcolatrice. Vera Upshaw vuole che Jerry, sotto tutela dello zio Bill Scrope, richieda immediatamente l'eredità paterna affidata in custodia allo zio per altri tre anni. Bill Scrope è un ricco avvocato e in questo periodo è di ottimo umore per aver acquistato a un'asta La ragazza in blu, un dipinto di piccole dimensioni eseguito da Gainsborough raffigurante un'antenata degli Scrope. Il fratello maggiore di Bill, Crispin Scrope, in qualità di primogenito ha ereditato "Mellingham Hall" l'antica e vasta residenza della famiglia Scrope. Crispin, tuttavia, non ha sufficienti risorse finanziarie per mantenere l'imponente maniero nonostante lo abbia trasformato in una residenza per ospiti a pagamento; è oberato dai debiti tanto da essere stato costretto dai creditori ad assumere come maggiordomo tale Chippendale, il dipendente di un broker e deve chiedere continuamente del danaro al ricco fratello.
A Londra Homer Pyle e sua sorella Barney Claybourne sono ospitati dapprima da Bill Scrope. Barney confida al fratello che il suo furto nei grandi magazzini newyorkesi è stato un esperimento occasionale; ma Homer teme che la sorella sia cleptomane e possa tentare di rubare la miniatura di Gainsborough. Perciò, prima di recarsi a "Mellingham Hall", Homer nasconde per precauzione La ragazza in blu nel cassetto di una scrivania, poi cerca di informare la segretaria di Bill Scrope; ma il messaggio di Homer verrà frainteso e non sarà trasmesso a Bill Scrope il quale più tardi, non trovando il dipinto, penserà che sia stato rubato da Barney Claybourne. 
Homer accompagna la sorella a Mellingham Hall. Barney è una signora attiva ed esuberante e suscita grande simpatia in Crispin Scrope; Barney è anche appassionata di cavalli e confida a Crispin il nome di un cavallo poco quotato ma che, a suo giudizio, sarà sicuramente vincitore a Newmarket; Crispin decide di scommettere su questo cavallo l'ingente somma ricevuta dal fratello Bill per sanare i propri debiti. Nel frattempo Homer, appassionato di letteratura, incontra per caso in una libreria Vera Upshaw e le manifesta con trasporto il proprio apprezzamento per i romanzi. La bella scrittrice ritiene che il ricco Homer sia un ottimo partito; con l'aiuto della propria madre, rompe il fidanzamento con Jerry e cerca di sedurre Homer. La ragazza di cui Jerry si è innamorato durante il processo, viene contattata dallo studio legale di Bill per un'eredità. Più tardi Bill informa Jerry che il nome della bella hostess è Jane Hunnicut e che ora è ricca, avendo ricevuto un'eredità inattesa da un ex passeggero. Questa notizia però non è ben accolta da Jerry: non ha attualmente abbastanza danaro e i suoi scrupoli morali gli impediscono di chiedere a una ricca ereditiera di sposarlo, come un qualsiasi cacciatore di dote. 
Bill Scrope si attiva per rintracciare La ragazza in blu che ritiene sia stato trafugato da Barney e nascosto a Mellingham Hall. Spedisce Jerry a  Mellingham Hall, promettendogli di rimettergli la tutela legale, e chiede la collaborazione di Crispin, promettendogli di sanare tutti i debiti del fratello. Mellingham Hall inizia una frenetica ricerca del dipinto nella quale vengono coinvolti anche lo pseudo-maggiordomo Chippendale, il poliziotto locale Simms e il parroco. Giungono al maniero anche Homer, seguito da Vera Upshaw, Jane Hunnicut e lo stesso Bill. L'ingarbugliata trama viene infine dipanata: Homer indicherà a Bill il cassetto in cui ha nascosto la miniatura, Crispin (privo di debiti grazie alla vincita alle corse dei cavalli) sposerà Barney, Jerry (ormai ricco, essendo finalmente entrato nel pieno possesso dell'eredità paterna) sposerà Jane (meno ricca di quanto si pensasse in precedenza a causa di un'alta tassa di successione negli USA), Homer viene convinto dalla sorella a non sposare Vera.

## Personaggi

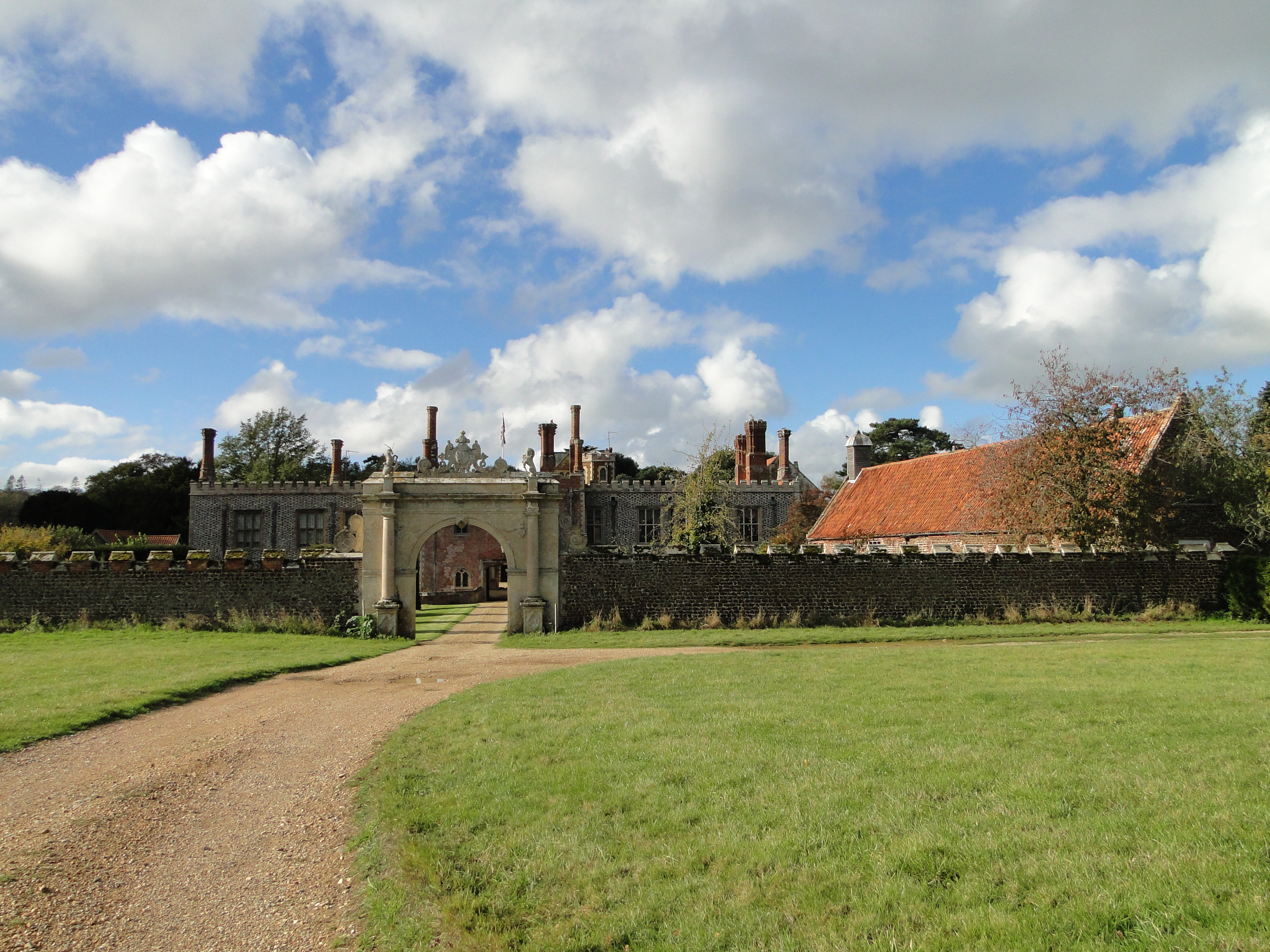
Hunstanton Hall, probabile modello di Mellingham Hall

(in ordine di apparizione)
Duane SottlemeyerSegretario di Direzione dei grandi magazzini Guildenstern a New York. Si diletta a scrivere canti di protesta.
Homer PyleRicco consulente legale di varie e importanti società per azioni, fratello della signora Barney Clayborne (che Homer teme sia cleptomane); timido nei rapporti sentimentali, ha un forte complesso di inferiorità verso le donne; appassionato di letteratura, membro del PEN International, scrive poesie liriche.
Bernadette (Barney) ClayborneSorella di Homer Pyle, è una signora esuberante, generosa e con la voce tonante, simile pertanto a Zia Dahlia nell'aspetto e nel carattere, vedova, molto ricca,  è stata tuttavia sorpresa a rubare nei grandi magazzini Guildenstern; si innamora infine di Crispin Scrope.
Gerald Godfrey Francis (Jerry) WestNipote di Crispin e Bill Scrope; ventisettenne disegnatore di fumetti; giocatore dilettante di golf; ha ereditato dai genitori un grande patrimonio di cui è tuttavia è curatore lo zio  Bill Scrope; fidanzato con la bella ma venale scrittrice Vera Upshaw, si innamora dell'hostess Jane Hunnicut a cui vorrebbe rinunciare quando scopre che quest'ultima è molto ricca.
Willoughby (Bill) ScropeAvvocato londinese molto ricco, fratello minore di Crispin Scrope, zio e tutore di Jerry West, amico di Homer Pyle, ha acquistato a un'asta la miniatura di Gainsborough La ragazza in blu.
La ragazza in bluDipinto a olio di Thomas Gainsborough, un pittore del XVIII secolo noto soprattutto come paesaggista e ritrattista e autore del famoso dipinto Il ragazzo in blu. Il titolo del romanzo, La ragazza in blu, potrebbe alludere anche a Jane Hunnicut, l'eroina della storia, di professione assistente di volo (hostess), le cui uniformi  erano classicamente di colore blu.
Crispin ScropePrimogenito della famiglia Scrope, e quindi fratello maggiore di Willoughby ("Bill"), ha ereditato "Mellingham Hall", vasta e malandata casa di campagna inglese fonte di preoccupazioni non solo finanziarie per il proprietario; scommettitore in passato alle corse dei cavalli; temperamento malinconico, trascorre ogni giorno molte ore nella biblioteca di famiglia ricca di raccolte di sermoni.
Mellingham HallAntica residenza della famiglia Scrope, «grande come Buckingham Palace», il cui modello sembra essere stato Hunstanton Hall nel nord Norfolk, dove Wodehouse abitò a lungo nel 1933. Una residenza chiamata "Mellingham Hall" ricorre anche nel romanzo I gioielli di Monty Bodkin (Pearls, Girls and Monty Bodkin), ma localizzata nel Sussex.
Jane HunnicutGiovane avvenente, intelligente, eloquente, provvista di buon senso: convince facilmente alla propria opinione gli altri giurati; Jerry se ne innamora a prima vista; hostess, eredita una somma rilevante da un signore che l'aveva conosciuta durante un viaggio in aereo.
Vera UpshawFidanzata straordinariamente avvenente di Jerry, imperiosa, scrive romanzi e saggi impegnati, simile quindi a Florence Craye; la dote che apprezza maggiormente in un uomo è la ricchezza: cambia perciò rapidamente fidanzato, ma come Florence Craye alla fine resta sola.
Flora FayeBellissima ex attrice, vedova del compianto Charlie Upshaw, madre di Vera, ha educato la figlia alla venalità.
MabelSegretaria dello studio legale Scrope, Ashby & Pemberton.
Percyfattorino dello studio legale Scrope, Ashby & Pemberton.
Reginald Clarence ChippendaleDipendente di un broker, viene inviato a controllare Crispin fingendo di essere un maggiordomo, ma ha un comportamento ribelle e trasgressore; molto intelligente, sa trarsi fuori da situazioni imbarazzanti; geloso dell'agente Simms, intima a Crispin di gettare il poliziotto nel fiume.
Constable Ernest Simmspoliziotto di Mellingham-in-the-Vale
Marlene HibbsRagazza del luogo, per far ingelosire Simms si fa insegnare da Chippendale ad andare in bicicletta utilizzando il veicolo dell'agente, "proprietà della Corona".
Busteril bull terrier di Marlene, morde a una gamba l'agente Simms.

## Critica
La ragazza in blu è uno degli ultimi romanzi di P. G. Wodehouse, scritto quando l'autore, nato nel 1881, aveva 89 anni. Per Richard Usborne, la trama non è molto originale, ma i dialoghi sono eccellenti. Molto divertente l'episodio del capitolo XIII nel quale il "maggiordomo" Chippendale ricatta il "padrone" Crispin costringendolo ad accettare di spingere il poliziotto Simms nel ruscello  mentre quest'ultimo sta facendo un pediluvio; al momento dell'azione Crispin tuttavia rifiuterà di compiere l'attentato e sarà sostituito da Barney. Per il linguista Robert Anderson Hall, la maggior fonte di ilarità, nelle opere di Woodehouse, è il linguaggio: l'incoerenza fra lo status dei personaggi e il loro registro linguistico. Come in tutte le opere di Wodehouse, anche nella Ragazza in blu i riferimenti biblici e quelli alle grandi opere classiche e moderne sono molto numerosi. 

## Edizioni
- (EN) The girl in blue, 1ª ed., London, Barrie & Jenkins, 1970, ISBN 02-146-5276-9.
- (EN) The girl in blue, 1ª ed., New York, Simon & Schuster, 1971.
- La ragazza in blu, collana Collana Oscar Mondadori ; 449, traduzione di Elena Spagnol, introduzione di Franco Cavallone, Milano, A. Mondadori, 1973.
- La ragazza in blu, collana collana  GUM N. S ; 175, traduzione di Mary Buckwell Gislon, Milano, Mursia, 1989, ISBN 88-425-0674-5.